# Vanda coerulea
Ванда блакитна (Vanda coerulea) — вид рослини родини Орхідні.

## Назва
В англійській мові має назву «синя орхідея» (англ. blue orchid).

## Будова
Рослина має білі чи сині квіти поцятковані пурпурним.

## Галерея

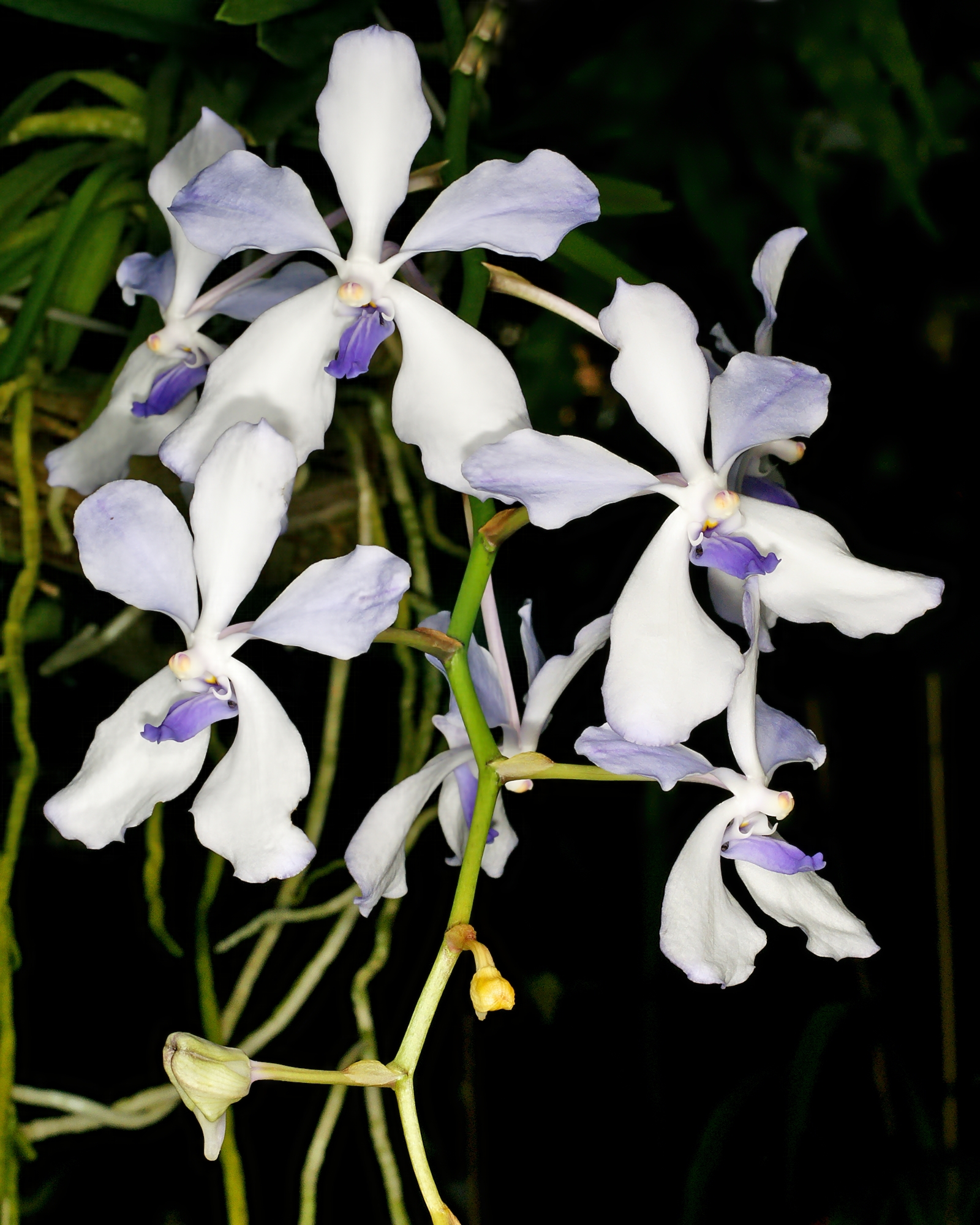
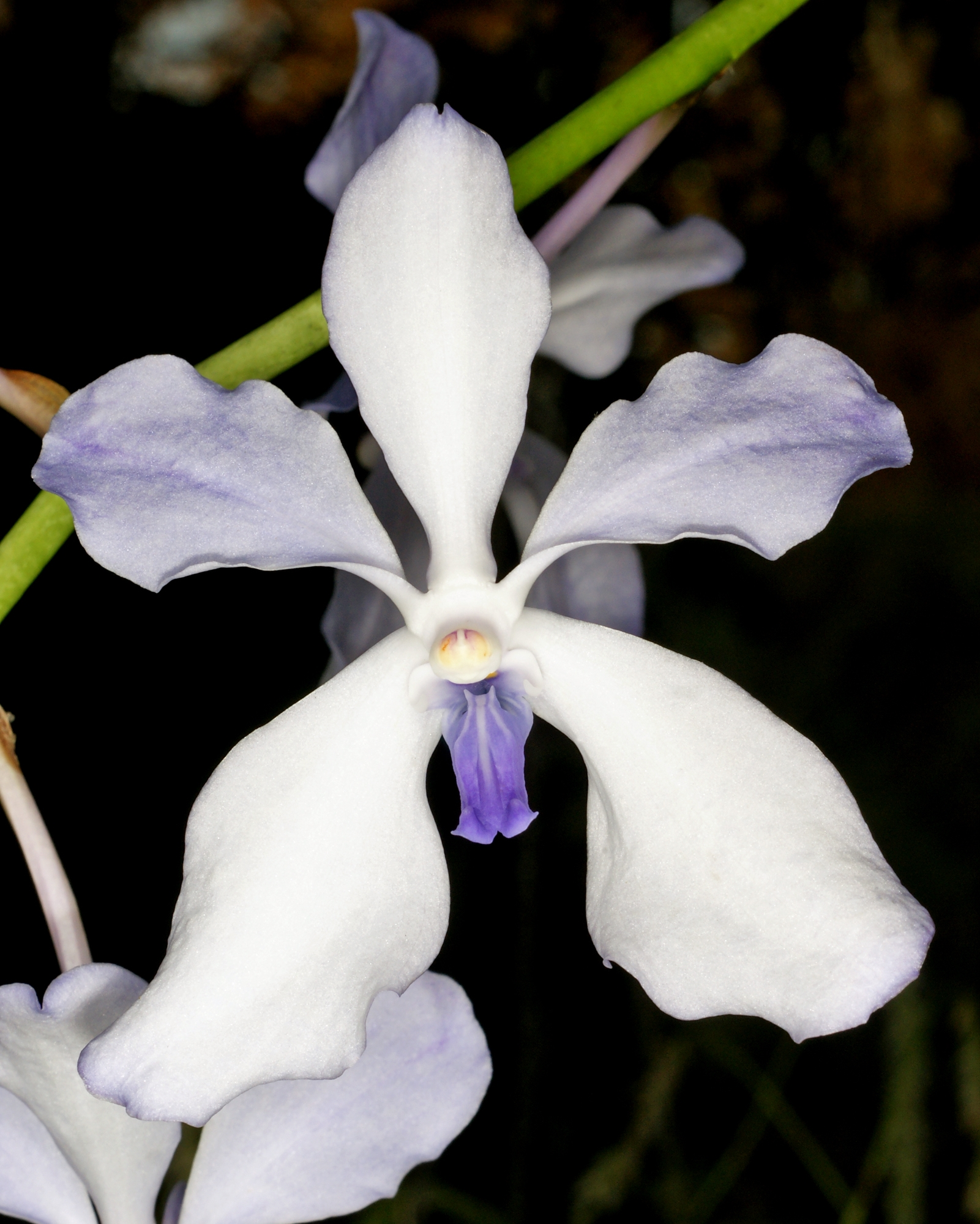
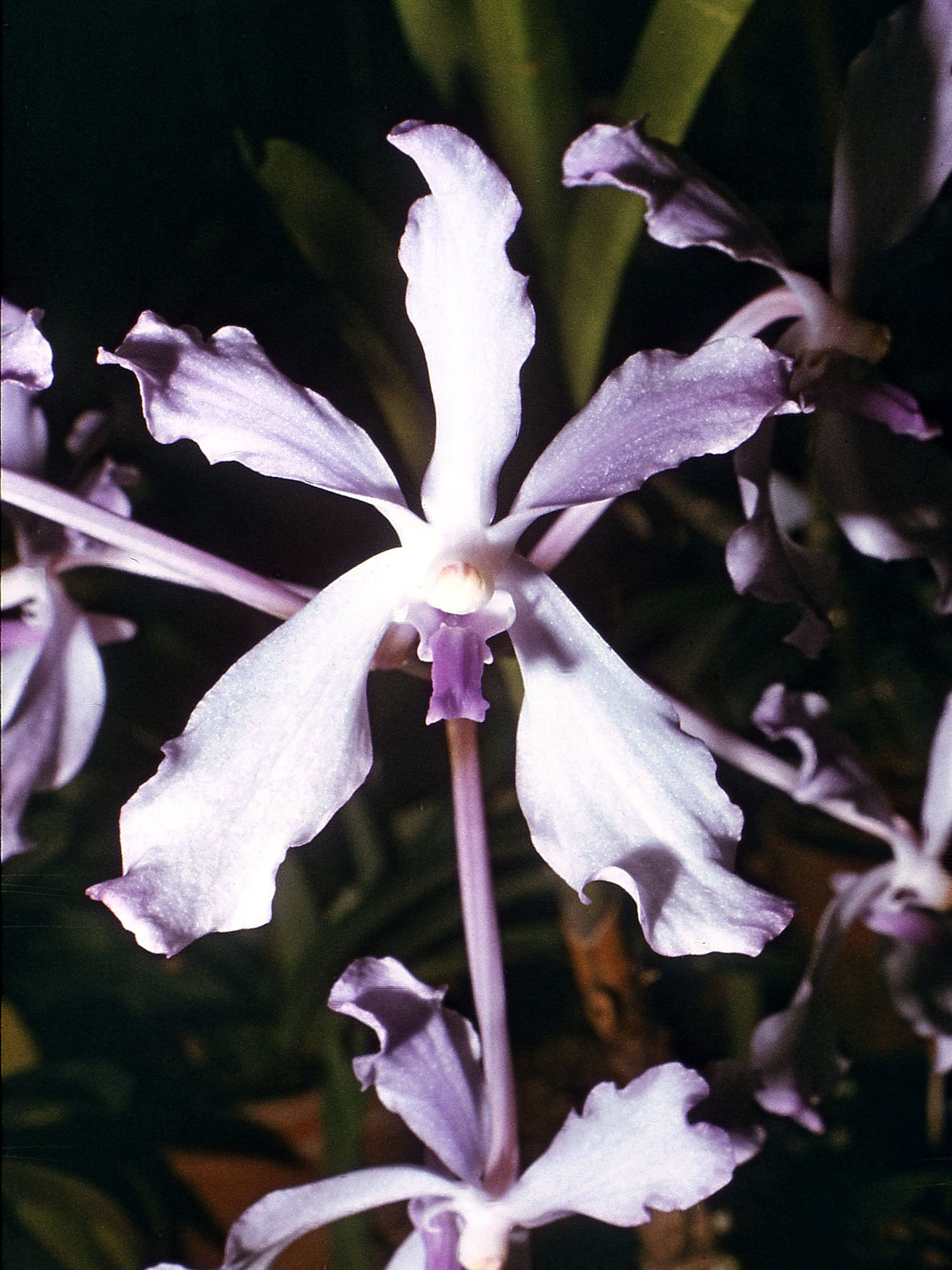

## Поширення та середовище існування
Зростає у Північній Індії.

## Практичне використання
Через незвичні квіти — популярна рослина для вирощування. Через це багато рослин було вивезено з природних місць зростання.